# ماتيا سبراجاا
ماتيا سبراجاا (بالإيطالية: Mattia Sbragia)‏ هو ممثل إيطالي، ولد في 17 أبريل 1952 بروما في إيطاليا.

## أعمال

### أفلام
- (2000) كوز الذهب[2]
- (2002) الجنة
- (2004) آلام المسيح[3][4][5]
- (2004) أوشن 12[6]

## وصلات خارجية
- ماتيا سبراجاا على موقع IMDb (الإنجليزية)
- ماتيا سبراجاا على موقع قاعدة بيانات الأفلام العربية
- ماتيا سبراجاا على موقع ألو سيني (الفرنسية)
- ماتيا سبراجاا على موقع أول موفي (الإنجليزية)
- ماتيا سبراجاا على موقع قاعدة بيانات الأفلام السويدية (السويدية)
- ماتيا سبراجاا على موقع قاعدة بيانات الفيلم (الإنجليزية)
- ماتيا سبراجاا على موقع كينوبويسك (الروسية)